# 모린 오설리번
모린 오설리번(Maureen O'Sullivan, 1911년 5월 17일 ~ 1998년 6월 23일)은 아일랜드, 미국의 배우이다.

## 작품 목록
- 《그림자 없는 남자》 (1934)
- 《한나와 그 자매들》 (1986)